# L'ultimatum
L'ultimatum (The Forge of God) è un romanzo di fantascienza dello scrittore statunitense Greg Bear pubblicato nel 1987.
Il romanzo, appartenente al filone della fantascienza hard, tratta il tema dell'invasione aliena e del pericolo per l'umanità e della distruzione della Terra a causa dell'attacco di nemici extraterrestri.

## Storia editoriale
Il romanzo è stato pubblicato per la prima volta nel 1987, è stato nominato l'anno successivo al Premio Nebula per il miglior romanzo ed è stato finalista, sempre nel 1988, al Premio Hugo per il miglior romanzo e al Premio Locus per il miglior romanzo di fantascienza.
In Italia il romanzo è stato pubblicato nel 1988 con il titolo L'ultimatum.
L'opera ha avuto un seguito nel 1992 con il romanzo Anvil of Stars  (Il pianeta della vendetta).

## Edizioni
- (EN) Greg Bear, The Forge of God, New York, Tor, settembre 1987, ISBN 978-0-312-93021-9.
- (NL) Greg Bear, Gods smidse, traduzione di Peter Cuijpers, M=SF, n. 258, Amsterdam, Meulenhoff, settembre 1988, ISBN 978-90-290-4291-8.
- Greg Bear, L'ultimatum, traduzione di Gianluigi Zuddas, Cosmo. Collana di Fantascienza, n. 191, Milano, Editrice Nord, settembre 1988.
- (DE) Greg Bear, Schmiede Gottes, traduzione di Winfried Petri, Heyne Science Fiction & Fantasy, n. 4617, Monaco di Baviera, Heyne, 1989, ISBN 978-3-453-03488-4.